# Il mio papero preferito
Il mio papero preferito (My Favorite Duck) è un film del 1942 diretto da Chuck Jones e prodotto dalla Leon Schlesinger Productions. È un cortometraggio a cartoni animati, uscito il 5 dicembre 1942 e distribuito dalla Warner Bros. Pictures.
Il film vede come protagonisti Porky Pig e Daffy Duck, celebri personaggi delle serie Looney Tunes e Merrie Melodies.

## Trama
Il maiale balbuziente Porky Pig si sta prendendo una vacanza nella natura selvatica, ma viene subito preso di mira da Daffy Duck, un papero nero svitato e dispettoso che non perde occasione per tormentarlo e rovinare i suoi tentativi di render piacevole la vacanza.
Durante il cartone Porky finisce sempre vittima degli scherzi e delle provocazioni di Daffy (che gli impedisce di pescare, cucinare, schiacciare un pisolino e piazzare la sua tenda), cacciandolo in guai assurdi e situazioni dolorose; ad un certo punto Porky si irrita e prende in considerazione l'idea di conciarlo per le feste ma il molesto Daffy si difende astutamente da lui mostrandogli una serie di avvisi che vietano il maltrattamento delle anatre, con una multa di ben $ 500 in caso di trasgressione. Proprio a causa del divieto Porky si ritrova controvoglia a subire le angherie di Daffy senza poter reagire.
Dopo l'ennesima bravata di Daffy, Porky è colmo di rancore e vorrebbe un fucile carico in mano; il papero, ascoltandolo, glielo presta ma, volendo esibire il solito annuncio col divieto per tutelarsi, estrae quello che annuncia che la caccia alle anatre è ufficialmente aperta (ha esaurito gli avvisi per fermare Porky). Allora Porky, stufo di fare la vittima e "aiutato" dai nuovi cartelli, lo insegue. Quando si spezza la quarta parete (ovvero la pellicola stessa), Daffy si rivolge al pubblico e annuncia fiero di aver sconfitto Porky ma poi il colpo di scena: il maiale ricompare e pesta finalmente il suo molestatore.